# Lepilemur mustelinus
lêmure-doninha-saltador ou lêmure-doninha (Lepilemur mustelinus) é uma espécie de lémur nativo do nordeste de Madagascar, habitando em florestas tropicais. O dorso é de cor castanha avermelhada e o ventre é castanho acinzentado. A sua sua cor torna-se mais escura em direcção à ponta da cauda. O seu pelo é longo e macio. O corpo mede entre 30 a 35 cm e a cauda entre 25 a 30 cm.
É uma espécie essencialmente folívora. Também se alimenta de frutos e flores. É uma espécie arbórea e movimenta-se entre as árvores por meio de saltos. Tal como outros primatas que adoptam comportamento saltatório, é possuidor de visão estereoscópica que auxilia na medição precisa de distâncias. São animais nocturnos.
Podem constituir grupos, constituídos por mãe e as suas crias. Os machos são solitários e territoriais. A área do território varia entre 1500 e 5000 m².